# 山口明彦
山口 明彦（やまぐち あきひこ、1962年 - ）は、日本の生理学者。歯学博士（北海道医療大学）。専門は、運動生理学・体育学。この他、成人スティル病など研究。
1985年群馬大学教育学部卒業。1990年筑波大学大学院体育学研究科修士課程修了。その後、筑波大学体育学群助手や札幌医療福祉専門学校講師を経て、1992年東日本学園大学（現・北海道医療大学）教養部専任講師。1997年北海道医療大学基礎教養部助教授。2000年同歯学部助教授。2002年論題「下肢筋と咀嚼筋の肥大のメカニズムに関する研究」で北海道医療大学にて歯学博士取得。2007年北海道医療大学歯学部准教授。2013年同歯学部教授。現在、同リハビリテーション科学部理学療法学科教授。

## 著書
- 『運動生理学20講』朝倉書店、1993年初版／2015年第3版